# Bassus agathoides
Bassus agathoides är en stekelart som beskrevs av Newton och Michael J. Sharkey 2000. Bassus agathoides ingår i släktet Bassus och familjen bracksteklar. Inga underarter finns listade.